# Saint-André-de-la-Roche
Saint-André-de-la-Roche, przed 4 lutego 2001 Saint-André  – miejscowość i gmina we Francji, w regionie Prowansja-Alpy-Lazurowe Wybrzeże, w departamencie Alpy Nadmorskie.
Według danych na rok 1990 gminę zamieszkiwało 4151 osób, a gęstość zaludnienia wynosiła 1451 osób/km² (wśród 963 gmin regionu Prowansja-Alpy-W. Lazurowe Saint-André-de-la-Roche plasuje się na 152. miejscu pod względem liczby ludności, natomiast pod względem powierzchni na miejscu 822.).